# Бішофіт
Бішофі́т — мінерал класу галогенідів, MgCl2·6Н2О.

## Історія та етимологія
Вперше був виявлений у 1877 р. у Штасфуртських соленосних відкладах Німеччини німецьким геологом і хіміком Карлом Оксеніусом (нім. Carl Ochsenius, 1830-1906). Мінерал названо на честь німецького геолога Густава Бішофа, щоб увіковічити його ім'я за досягнення в хімії та геології XIX ст. в Німеччині.
За своєю типовою місцевістю бішофіт це евапорит, який утворився на стародавньому морському дні, яке було відкладено понад 200 мільйонів років тому, під час пермського періоду. Його склад можна пояснити високим вмістом хлориду магнію в первісному океані.
У перші десятиліття після відкриття бішофіт вважався рідкісним мінералом, проте в 1930-50-х роках в Поволжі були виявлені великі поклади бішофіту, а в 90-х роках XX століття в Полтаві відкрито найдавніше і найклибше родовище мінералу, глибина залягання якого 2,5 км.

## Походження і властивості

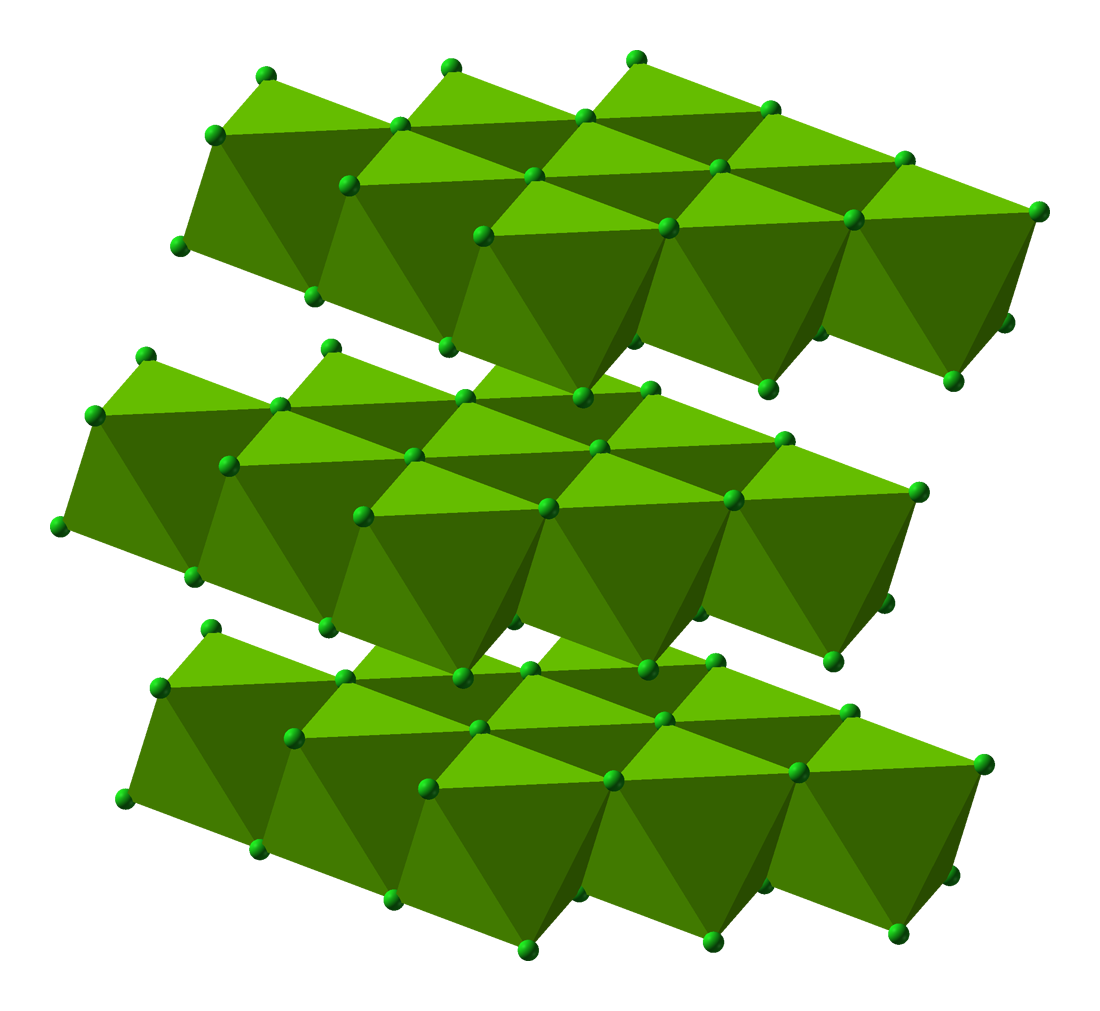

Заключний продукт галогенезу, який утворюється на останній стадії формування соляних відкладів сульфатного типу багатих магнієм. Іноді містить домішки Br — до 1 %. Сингонія моноклінна. Безбарвний або білий, іноді забарвлений тонкодисперсним гематитом в червоний колір. Блиск скляний або матовий. Крихкий. Спайність відсутня. Твердість 1-2. Густина 1,6. Гігроскопічний, на повітрі (особливо холодному) розпливається. Добре розчинний у воді і спирті. Має пекучий, гіркий смак. За походженням головним чином осадовий, хемогенний. Добувається способом підземного розчинення.

## Поширення

### У світі
Мінеральні скупчення бішофіту є лише в декількох місцях планети: Туркменістані (затока Кара-Богаз-Гол), Ізраїлі (Мертве море), Росії (Волгоградська обл., Астрахань — ропа оз. Мале Лиманське), Україні (Полтавська обл., Чернігівська обл.), Болгарії (ропа Поморського озера).

### В Україні
Новоподільське родовище бішофіту розташоване в північно-західній частині Дніпровсько-Донецької западини на північному заході Срібнянської депресії. Відкрите при проведенні пошуково-розвідувальних робіт на нафту і газ. Дослідно-промислове видобування бішофіту здійснюється з 1991 р.
Полтавське родовище є найбільш глибоким (2,5 км), а мінерал містить найбільшу кількість[чого?], що й обумовлює його біологічні та реабілітаційні ефекти.
У Чернігівській області зафіксовані великі прогнозні ресурси бішофіту — 1171,7 млн тонн, категорії Р2.

## Використання
Бішофіт — цінна і дешева сировина для одержання магнію і його сполук, виробництва магнезіального цементу; використовується для просочування деревини з метою її зміцнення. 99 % бішофіту видобувається для технічних цілей, й лише менше 1 % бішофіту Полтавського родовища — спеціально для потреб медицини та санаторно-курортного лікування.

### В медицині та реабілітації
Бішофіт широко застосовується у лікуванні багатьох захворювань опорно-рухового апарату, нервової, серцево-судинної систем, а також адаптогенного, антистресового та седативного засобу (у ваннах)[джерело?].
Цілющу дію бішофіту першими виявили робітники бурових свердловин, котрі, зустрівшись з цим мінералом, звернули увагу, що при контакті із розсолом у них зникають болі у суглобах та м'язах рук. Після цього на бішофіт звернули увагу вчені-медики.[джерело?]
Як потужний протизапальний чинник бішофіт став важливішим природним засобом у ревматології при ураженнях опорно-рухового апарату (артрити, артози, остеохондроз хребта) і в травматології — реабілітації травм. Завдяки високому вмісту природного магнію, калію, та йоду бішофіт посів чільне місце у кардіології в реабілітації ішемічної хвороби серця та гіпертонічної хвороби, при вегето-судинній дистонії, при захворюваннях центральної та периферичної нервової систем (неврози, стреси, неврити, невралгії, радикуліти). Біологічна конкуренція мінералів бішофіта з радіонуклідами робить його природним засобом лікування хвороб у ліквідаторів аварії на ЧАЕС, поліпшення здоров'я їхніх дітей.[джерело?]
У санаторіях загальні ванни із бішофітом мають оздоровчу, загально зміцнюючу, антистресову, адаптогенну дію; знімають стрес та покращують сон. Наявний косметичний ефект бішофітної ванни. У фізіотерапії бішофіт застосовується у поєднанні із прогріваннями озокеритом та парафіном. Доведена висока ефективність комбінації бішофіта та грязелікування.
Увесь комплекс ефектів бішофіту став корисним при підготовці спортсменів. У професійному масажі та фізіопроцедурах бішофіт допомагає спортсменам досягати високих результатів, прискорює реабілітацію, зберігає здоров'я, сприяє подовженню спортивного стажу.[джерело?]
Останні експериментальні дослідження (на щурах) довели, що внутрішній прийом бішофіту значно сприяє активації процесів регенерації слизової оболонки шлунка, нормалізує початкові порушення вуглеводного обміну, функціональний стан сердцево-судинної системи, обмежує імуннозапальні процеси у суглобах.
Існують методики питного застосування бішофіту, який може бути рекомендовано як додаткове джерело магнію, макро- та мікроелементів (кальцій, калій, йод, бром, селен, мідь, цинк, хром) з метою створення оптимальних дієтологічних умов для магнієвої корекції засвоєння кальцію, загального зміцнення організму та оптимізації функції шлунково-кишкового тракту, опорно-рухової системи, дихальних шляхів, серцево-судинної та нервової системи.[джерело?]